# Kenji Kondō
Kenji Kondō (近藤 憲二, 22 février 1895 - 6 août 1969 ) est un militant syndicaliste, anarchiste et journaliste japonais des périodes Taishō et Shōwa. Disciple d'Ōsugi Sakae, il a défendu les options anarcho-syndicalistes lors des différentes crises que connaît le mouvement et eût un rôle important dans l'organisation du mouvement anarchiste d'avant-guerre puis dans sa réorganisation après-guerre.

## Biographie
Kenji Kondō est né le 22 février 1895, dans le village de Maeyama, dans le district de Hikami (aujourd'hui intégré dans la ville de Tamba), préfecture de Hyōgo. Après avoir été diplômé du lycée préfectoral Kaibara, Kondō déménage à Tokyo et entre au département d'économie et d'économie de l'Université Waseda.
En 1914, alors qu'il est encore étudiant, il est fortement impressionné par la lecture d'un recueil d'articles de Sakae Ōsugi, «La lutte de la vie» (Sei no tōsō,『生の闘争』) et rend visite à Ōsugi à Ōkubo (Tokyo). À la suite de cette rencontre, Kenji Kondō rejoint ses camarades et s'engage dès lors pleinement dans le mouvement anarchiste et ouvrier, il participe alors à la Société d'étude des problèmes ouvriers (Rōdō mondai kenkyūkai) réunie autour de Watanabe Masatarō (1873-1918). En 1917, il collabore avec Kanson Arahata et Hitoshi Yamakawa qui publient «Habits bleus» (Aofuku, en référence aux uniforme de prisonniers), édité par la Baibun-sha. En octobre 1919, Kenji Kondō est membre du groupe qui fonde le journal anarcho-syndicaliste Rōdō Undō  («Mouvement ouvrier», 労働運動) lancé par Ōsugi, aux côtés de Wada Kyūtarō et Itō Noe. En 1920, il participe à la réunion préparatoire à la fondation de la Nihon shakai-shugi dōmei (Ligue socialiste japonaise, 日本社会主義同盟) et devient rédacteur pour son organe Shakaiguchi ("Socialisme", 社会主義), dirigé par Toshihiko Sakai, le projet est d'unir les socialistes dans une même organisation au-delà des divergences entre anarchistes et marxistes, mais la répression y met fin dès 1921. En janvier 1921, il participe à une deuxième série de Rōdō Undō financée avec des fonds du Comintern, cette version réunit des anarchistes ainsi que des bolcheviques comme Eizō Kondō. Cette tentative d'unification dans un front commun échoue cependant face aux méfiances anarchistes vis-à-vis des manœuvres du Comintern et du fait des nouvelles de l'évolution de la situation en Russie, notamment la répression de Kronstadt, le journal cesse de paraître en juin. Le 1er mai 1921, lors de la deuxième célébration publique du 1er mai, des heurts éclatent avec la police à la suite desquels Kenji Kondō est incarcéré dans la prison d'Ichigaya. En décembre 1921, Kenji Kondō participe à une troisième série de Rōdō Undō, clairement anarchiste, toujours dirigée par Ōsugi Kasae. En 1923, toujours aux côtés d'Ōsugi, Kenji Kondō participe au projet de formation d'une fédération anarchiste nationale et se rend pour l'organiser dans le Kansai et à Kyushu, mais ce projet n'aboutit pas.
En septembre 1923, lors du séisme du Kantō, Ōsugi Sakae et Itō Noe ainsi que leur neveu âgé de six ans trouvent la mort, assassinés par la police lors de l'affaire d'Amakasu. Kenji Kondō apporte alors un soutien financier aux cinq orphelins d'Ōsugi et Noe Itō, mais le plus jeune fils (né le 9 août 1923) décède le 15 août 1924. À la même période, il participe aussi à relancer une quatrième série de Rōdō Undō, aux côtés de Kyūtarō Wada, Eitarō Wada, Genjirō Muraki, Tatsuo Mizunuma. En janvier 1926, il rejoint la Ligue noire de la jeunesse (Kokushoku Seinen Renmei, 黒色青年連盟) avec le groupe de la Rōdō Undō-sha. La même année, il dirige la publication des «Œuvres complètes de Sakae Ōsugi» (大杉栄全集) en 10 volumes. En janvier 1927, une cinquième série de Rōdō Undō est publiée sous forme de magazine avec Tokio Furukawa, Yamaga Taiji, Mizunuma Tatsuo, Wada Eitaro et des contributions d'Ishikawa Sanshirō, Iwasa Sakutarō et Hatta Shūzō,.
En mars 1928, Kenji Kondō épouse Ōsugi Ayame (あやめ), la sœur cadette d'Ōsugi Sakae dont le fils Munekazu avait été tué lors de l'Incident d'Akamatsu, mais Ayame meurt de maladie environ un an plus tard, à l'âge de 30 ans. Ayame était rentré au Japon en 1926, elle avait auparavant été mariée à Sozaburo Tachibana, restaurateur à Portland, États-Unis, ce mariage s'était conclu par un incident au cours duquel elle avait été blessée avec une lame de rasoir par son mari après avoir rompu avec lui. Son mari a été accusé de tentative de meurtre et condamné à un an et demi de prison,.
Lorsqu'à partir de l'année 1927 des tensions apparaissent au sein du mouvement anarchiste japonais entre une tendance anarcho-communiste et une tendance anarcho-syndicaliste, Kondō Kenji est un des promoteurs de l'option syndicaliste. Ces divisions aboutissent le 17 mars 1928, et le mouvement anarchiste se divise lors du congrès de l’Union générale libre des syndicats ouvriers. Kondō Kenji soutient alors la tendance anarcho-syndicaliste qui se réorganise  en janvier 1929 au sein du Conseil fédéral des syndicats libertaires du Japon (日本労働組合自由連合協議会, Nihon Rōdō Kumiai Jiyiū Rengō Kōgikai, abbrégé Jikyō). Il participe ainsi à la publication de son journal le Kukoshoku Rōnō Shimbun (黒色労農新聞), lancé en juillet 1930 et renommé Rōdōsha Shimbun (労働者新聞) en juin 1932. En septembre 1932, Kondō fait partie de l'équipe qui commence à publier le journal Sous le drapeau noir ("Kurohata no shitani", 黒旗の下に), il s'agit d'une revue théorique pour la tendance anarcho-syndicaliste. Mais, l'affaiblissement du mouvement du fait de la division, ainsi que la montée du militarisme et de la répression poussent les anarchistes à l'unité. Ainsi, lorsqu'en janvier 1934 la réunification du mouvement anarchiste est actée, Kondō milite dans l'Union libre des syndicats ouvriers renouvelée, jusqu’à ce que toute action devienne impossible à la suite de la répression,.
En 1937, il se remarie avec la militante féministe et socialiste Magara Sakai.
En mai 1946, Kenji Kondō participe à la fondation de la Fédération anarchiste japonaise (日本アナキスト連盟, FAJ) et devint le représentant du secrétariat. Kenji Kondō participe au journal édité par la FAJ, le Heimin Shimbun. Lorsque la FAJ est dissoute en 1950, il maintient ses positions anarcho-syndicalistes  et participe à la refondation d'une Fédération anarchiste sur ces bases en 1951. Kenji Kondō reste un militant actif jusqu'en 1957, lorsque des problèmes de santé l'oblige à cesser ses activités.
Kenji Kondō décède le 6 août 1969, à l'âge de 74 ans.

## Œuvres
- Souvenirs d'un anarchiste (『一無政府主義者の回想』), Heibonsha, 1965.
- Une histoire du mouvement anarchiste comme je l'ai connu (『私の見た日本アナキズム運動史』), Bakusha, 1969.